# Hederopsis maingayi
Hederopsis maingayi là một loài thực vật thuộc họ Araliaceae. Đây là loài đặc hữu của Malaysia. Chúng hiện đang bị đe dọa vì mất môi trường sống.